# Киям

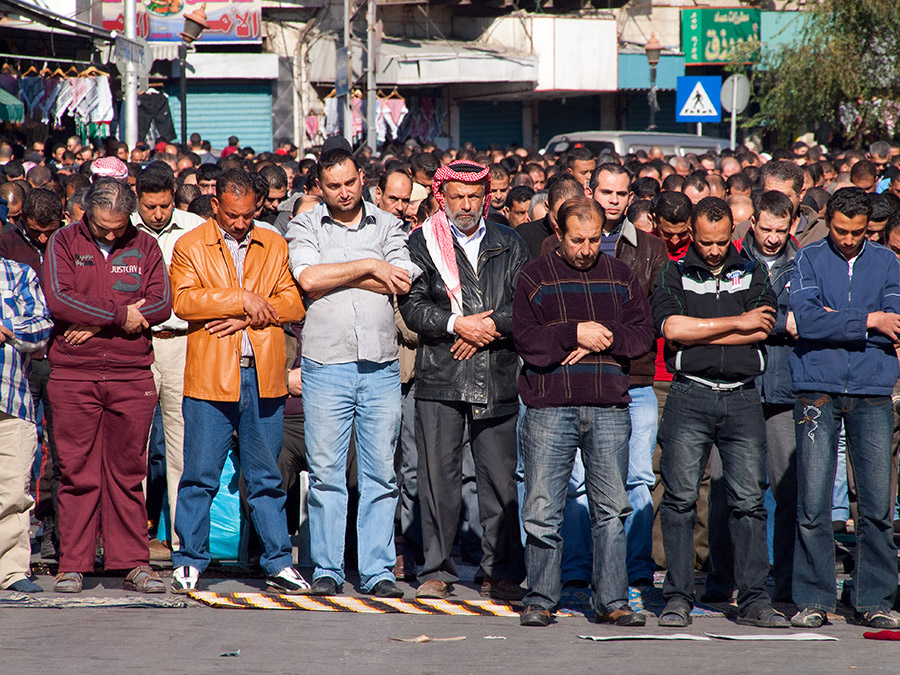
Мужчины совершают намаз стоя

Кия́м (араб. قيام‎ — «стоять на ногах; вставать; восставать») — составная часть намаза. Намаз начинается в положении стоя, а джаназа-намаз совершается только стоя.
Во время совершения джаназа-намаза молящиеся от начала до конца намаза стоят прямо и читают молитвы. Больным людям, которые не в состоянии подолгу стоять в намазе, разрешается совершать киям сидя или лёжа.
Киям упоминается в Коране по отношению к исламской молитве: «Будьте внимательны [к совершению вовремя] обрядовых молитв, и [особенно] средней молитвы. Стойте перед Аллахом смиренно».

Джаназа-намаз над телом Валиуллы-хазрата Якупова во дворе Апанаевской мечети. 20 июля 2012 года

## Совершение кияма
Киям совершается в начале молитвы. Молящийся встаёт в направлении киблы, произносит намерение к совершению молитвы и такбир. После такбира молящийся помещает руки на грудь (согласно шафиитскому и ханбалитскому мазхабам) или на живот (в ханафитском мазхабе) и читает суру Аль-Фатиха, в первом и втором ракаатах после суры Аль-Фатиха читается другая сура или аяты Корана.
После прочтения Корана молящийся совершает поясной поклон (руку) с прочтением короткой молитвы. После руку молящийся вновь встаёт прямо со словами «Самиа Ллаху лиман хамидах», после чего произносит «Раббана ва лякаль-хамд», а затем совершает земной поклон (суджуд).